# Вулиця Тичини (Львів)
Вулиця Тичини — вулиця у Шевченківському районі міста Львів, місцевість Замарстинів. Пролягає від вулиці Авраама Лінкольна до вулиці Гетьмана Мазепи. Прилучаються вулиці Миколи Хвильового та Господарська.

## Історія та забудова
Вулиця прокладена у другій половині XX століття, у 1980 році отримала сучасну назву на честь Павла Тичини, українського радянського поета.
Забудована п'яти- та дев'ятиповерховими житловими будинками 1960-х-1980-х років.